# Ioan Rășcanu
Ioan Rășcanu (sau Ion Rășcanu) (n. 1 octombrie, 1878, Cahul – d. 25 februarie 1952, închisoarea Sighet) a fost unul dintre generalii Armatei României din Primul Război Mondial. După război a avut și o carieră politică.:p. 275
A îndeplinit funcția de comandant de divizie de infanterie în campania anului 1918. În perioada 1942 - august 1944, Ioan Rășcanu a fost primar al Bucureștiului.

## Cariera militară
După absolvirea școlii militare de ofițeri cu gradul de sublocotenent, Ioan Rășcanu a ocupat diferite poziții în cadrul unităților de artilerie sau în eșaloanele superioare ale armatei, cele mai importante fiind cele de profesor la Școala de Ofițeri de Artilerie, Geniu și Marină (din 1903), Școala Superioară de Război (din 1906) și șef al Secției Operații din Marele Stat Major (1916).
În perioada Primului Război Mondial, a îndeplinit funcțiile de: șef al Secției Operații din Marele Cartier General, atașat pe lângă Statul Major General al Armatei Franceze, comandant al Brigăzii 15 Artilerie și comandant al Diviziei 1 Vânători.:p. 275
După război a îndeplinit funcțiile de secretar general al Ministerului de Război (1918-1919) și ministru de război în guvernul condus de generalul Arthur Văitoianu - (27 septembrie - 30 noiembrie 1919), guvernul condus de Alexandru Vaida Voevod - (1 decembrie 1919 - 12 martie 1920) și guvernul condus de generalul Alexandru Averescu - (13 martie 1920 - 16 decembrie 1921). A trecut în rezervă, prin demisie, în 1922.:p. 275
În cariera politică a îndeplinit funcțiile de: ministru pentru Basarabia și Bucovina (1927); comisar superior al guvernului în Basarabia și Bucovina (1931), ministru de stat (1931-1932), primar al orașului Vaslui (1938-1942), primar al municipiului București (octombrie 1942 - august 1944), prefect al județului Vaslui. A fost ales deputat în legislaturile 1920, 1926, 1928 și 1931 și senator în 1920 și 1930).:p. 275
A fost decorat la 27 ianuarie 1942 cu Ordinul „Steaua României” în gradul de Mare Cruce.
Generalul de corp de armată Ioan Rășcanu a fost trecut din rezervă în retragere pentru limită de vârstă începând din 1 ianuarie 1945, prin decretul nr. 412 din 14 februarie 1945. În 1947, a fost arestat și anchetat la Ministerul de Interne. 
În anul 1950, la vârsta de 76 de ani a fost arestat în lotul foștilor demnitari, murind în 1952 în închisoarea Sighet, după ce în august 1951 a fost condamnat la 2 ani de pușcărie.

## Lucrări
- Noile Regulamente ale Infanteriei și Artileriei Bulgare din 1906. Traduse și adnotate de Căpitanii Ionescu E. Marin și Rășcan Ion de la Marele Stat Major. București (Tip. și Leg. de Cărți, G. Iliescu), 1907[15]

## Decorații
- Ordinul „Steaua României”, în grad de Mare Cruce (1942)[10]
- Ordinul „Steaua României”, în grad de ofițer (1912)
- Ordinul „Coroana României”, în grad de comandor (1909)
- Medalia „Avântul Țării” cu distincția „Campania din 1913” (1913)[1]:p. 623

## Legături externe
- Ionuț Balaban, Ion Rășcanu sau cum trebuie să fie un primar adevărat pentru vasluieni, accesat la 15 februarie 2016